# Széplak (Szlovákia)
Széplak (szlovákul: Krásna) Bakostörék településrésze Szlovákiában, a Besztercebányai kerületben, a Rimaszombati járásban.

## Fekvése
Rimaszombattól 6 km-re északnyugatra, a Rima jobb partján fekszik.

## Története
A trianoni békeszerződésig Gömör-Kishont vármegye Rimaszombati járásához tartozott.

## Külső hivatkozások
- Bakostörék hivatalos oldala
- Széplak Szlovákia térképén
- Orlajtörék
- Rimavarbóc